# NGC 4385
NGC 4385 é uma galáxia espiral barrada (SB0-a) localizada na direcção da constelação de Virgo. Possui uma declinação de +00° 34' 21" e uma ascensão recta de 12 horas, 25 minutos e 42,6 segundos.
A galáxia NGC 4385 foi descoberta em 22 de Março de 1865 por Albert Marth.